# Jonathan Paz
Jonathan Josué Paz Hernández (Tocoa, 18 giugno 1995) è un calciatore honduregno, difensore dell'Olimpia.

## Carriera

### Club
Ha giocato nella massima serie del campionato honduregno con il CD Real Sociedad, esordendo nella stagione 2013-2014.
Nel 2017 viene acquistato dall'Olimpia.

### Nazionale
Ha partecipato ai Mondiali Under-20 del 2015, in Nuova Zelanda.
Ha preso parte ai Giochi olimpici del 2016 in Brasile, disputandovi 4 incontri fino al raggiungimento della semifinale persa per 6-0 contro il Brasile e conseguente finale per il terzo posto persa per 3-2 contro la Nigeria.
Ha esordito in nazionale maggiore nell'ottobre 2020, segnando un gol nell'amichevole pareggiata 1-1 contro il Nicaragua.